# Чемпионат СССР по лёгкой атлетике 1969
Чемпионат СССР по лёгкой атлетике 1969 года проходил с 17 по 20 августа в Киеве на Центральном стадионе. Столица Украины в пятый раз принимала сильнейших легкоатлетов страны. На соревнованиях проходил основной этап отбора в сборную Советского Союза для участия в чемпионате Европы в Афинах (16—20 сентября). На протяжении четырёх дней было разыграно 32 комплекта медалей.
Чемпионат носил личный характер, командное первенство не разыгрывалось.
Лучшим выступлением чемпионата стал забег на 3000 метров с препятствиями. В борьбе Владимира Дудина и Александра Морозова родился новый мировой рекорд. Оба спортсмена превысили прежнее достижение Йоуко Кухи из Финляндии (8.24,2), а право именоваться рекордсменом получил чемпион, Дудин. Серебряный призёр Морозов проиграл ему чуть более секунды — 8.22,2 против 8.23,4.
Открытием соревнований стал 19-летний Валерий Борзов, который в беге на 100 метров выиграл своё первое звание чемпиона страны. В финале ему удалось повторить рекорд Европы, принадлежавший трём спринтерам из разных стран, в том числе Владиславу Сапее из СССР — 10,0 (ручной хронометраж).
В беге на 400 метров среди мужчин Александр Братчиков повторил рекорд СССР — 46,0. Аналогичный результат показал Ардалион Игнатьев ещё 14 лет назад, в 1955 году.
После Олимпийских игр 1968 года дистанция барьерного спринта у женщин была увеличена с 80 до 100 метров. Изменения коснулись всех официальных стартов, заново стали регистрироваться рекорды. При этом на чемпионатах СССР новая дистанция проводилась с 1962 года, но первые пять раз — с пониженной высотой барьеров. Поэтому в 1969 году Лия Хитрина стала одной из первых рекордсменок страны в беге на 100 метров с барьерами. Лучшим стал её результат в предварительном забеге — 13,4. В финале она пробежала хуже (13,7), но всё равно с большим преимуществом стала чемпионкой.
Два человека улучшили всесоюзное достижение в беге на 800 метров среди мужчин. Новым рекордсменом стал Сергей Крючёк, финишировавший первым с результатом 1.46,2. Всего 0,2 секунды ему проиграл серебряный призёр Евгений Аржанов.
Вячеслав Скоморохов повторил собственный национальный рекорд на дистанции 400 метров с барьерами, который он установил годом ранее в финале Олимпийских игр в Мехико. Он вновь преодолел дистанцию за 49,1 и опередил ближайшего конкурента на 1,5 секунды.
В метании молота Ромуальд Клим, установивший в июне 1969 года мировой рекорд (74,52 м), занял только второе место. Первый чемпионский титул в этой дисциплине завоевал Анатолий Бондарчук, показавший шестой результат в истории лёгкой атлетики — 73,48 м.
Два победителя оказалось в ходьбе на 20 км. Николай Смага и Геннадий Агапов одновременно пересекли финишную линию, и судьи не стали определять лучшего из них: оба легкоатлета были объявлены чемпионами.
Игорь Тер-Ованесян одержал 11-ю победу в прыжке в длину на чемпионатах Советского Союза. Для метателя копья Яниса Лусиса титул, завоёванный в Киеве, стал седьмым в карьере.
В течение 1969 года в различных городах были проведены также чемпионаты СССР в отдельных дисциплинах лёгкой атлетики:
- 23 февраля — чемпионат СССР по кроссу (Кисловодск)
- 19 июля — чемпионаты СССР по марафону и ходьбе на 50 км (Ногинск)
- 15—16 октября — чемпионат СССР по эстафетному бегу (Ужгород)
- 1—2 ноября — чемпионат СССР по многоборьям (Сочи)

## Призёры

### Мужчины
| Дисциплина             | Золото                                            | Золото    | Серебро                                               | Серебро | Бронза                                             | Бронза    |
| ---------------------- | ------------------------------------------------- | --------- | ----------------------------------------------------- | ------- | -------------------------------------------------- | --------- |
| 100 м                  | Валерий Борзов Буревестник Киев                   | 10,0      | Леонид Микишев Вооружённые Силы Москва                | 10,2    | Николай Иванов Вооружённые Силы Московская область | 10,2      |
| 200 м                  | Александр Братчиков Буревестник Москва            | 20,8      | Леонид Микишев Вооружённые Силы Москва                | 21,1    | Борис Савчук Вооружённые Силы Ленинград            | 21,1      |
| 400 м                  | Александр Братчиков Буревестник Москва            | 46,0      | Борис Савчук Вооружённые Силы Ленинград               | 46,6    | Евгений Борисенко Спартак Краснодар                | 46,7      |
| 800 м                  | Сергей Крючёк Вооружённые Силы Ленинград          | 1.46,2    | Евгений Аржанов Буревестник Киев                      | 1.46,4  | Владимир Колесников Динамо Москва                  | 1.49,2    |
| 1500 м                 | Владимир Пантелей Зенит Харьков                   | 3.40,5    | Анатолий Верлан Труд Кемерово                         | 3.41,1  | Олег Райко Вооружённые Силы Ленинград              | 3.41,7    |
| 5000 м                 | Рашид Шарафетдинов Динамо Ленинград               | 13.37,8   | Николай Свиридов Спартак Воронеж                      | 13.39,6 | Иван Шопша Динамо Краснодар                        | 13.40,8   |
| 10 000 м               | Николай Дутов Вооружённые Силы Московская область | 28.40,4   | Николай Свиридов Спартак Воронеж                      | 28.43,4 | Вячеслав Аланов Динамо Свердловск                  | 28.45,0   |
| 3000 м с препятствиями | Владимир Дудин Вооружённые Силы Каунас            | 8.22,2    | Александр Морозов Труд Московская область             | 8.23,4  | Юрий Рыбаченко Вооружённые Силы Москва             | 8.34,0    |
| 110 м с барьерами      | Виктор Балихин Вооружённые Силы Брест             | 13,8      | Олег Степаненко Динамо Москва                         | 13,9    | Калью Юркатамм Калев Тарту                         | 14,0      |
| 200 м с барьерами      | Вячеслав Скоморохов Авангард Луганск              | 22,9      | Анатолий Казаков Вооружённые Силы Москва              | 23,1    | Калью Юркатамм Калев Тарту                         | 23,1      |
| 400 м с барьерами      | Вячеслав Скоморохов Авангард Луганск              | 49,1      | Анатолий Казаков Вооружённые Силы Москва              | 50,6    | Эдвин Загерис Вооружённые Силы Рига                | 50,9      |
| Прыжок в высоту        | Валентин Гаврилов Динамо Москва                   | 2,15 м    | Виктор Большов Вооружённые Силы Кишинёв               | 2,09 м  | Сергей Мартынов Буревестник Москва                 | 2,06 м    |
| Прыжок с шестом        | Юрий Исаков Труд Свердловск                       | 5,20 м    | Геннадий Близнецов Вооружённые Силы Харьков           | 5,00 м  | Юрий Ханафин Буревестник Свердловск                | 5,00 м    |
| Прыжок в длину         | Игорь Тер-Ованесян Буревестник Москва             | 8,04 м    | Леонид Барковский Вооружённые Силы Киев               | 7,81 м  | Тыну Лепик Калев Таллин                            | 7,69 м    |
| Тройной прыжок         | Виктор Санеев Динамо Сухуми                       | 16,64 м   | Геннадий Бессонов Вооружённые Силы Московская область | 16,50 м | Николай Дудкин Буревестник Москва                  | 16,41 м   |
| Толкание ядра          | Николай Карасёв Вооружённые Силы Москва           | 19,49 м   | Эдуард Гущин Зенит Московская область                 | 19,26 м | Валерий Войкин Буревестник Ленинград               | 18,29 м   |
| Метание диска          | Владимир Ляхов Динамо Московская область          | 61,42 м   | Гурам Гудашвили Динамо Тбилиси                        | 57,94 м | Витаутас Ярас Динамо Вильнюс                       | 56,10 м   |
| Метание молота         | Анатолий Бондарчук Колос Ровно                    | 73,48 м   | Ромуальд Клим Вооружённые Силы Минск                  | 71,80 м | Юрий Никулин Вооружённые Силы Ленинград            | 69,02 м   |
| Метание копья          | Янис Лусис Вооружённые Силы Рига                  | 86,00 м   | Янис Дониньш Динамо Рига                              | 80,10 м | Вилнис Фельдманис Трудовые резервы Рига            | 80,08 м   |
| Ходьба на 20 км        | Николай Смага Труд Пенза                          | 1:29.05,8 | не вручалась                                          |         | Борис Яковлев Вооружённые Силы Киев                | 1:29.33,0 |
| Ходьба на 20 км        | Геннадий Агапов Вооружённые Силы Свердловск       | 1:29.05,8 | не вручалась                                          |         | Борис Яковлев Вооружённые Силы Киев                | 1:29.33,0 |

### Женщины
| Дисциплина        | Золото                                       | Золото  | Серебро                                      | Серебро | Бронза                                       | Бронза  |
| ----------------- | -------------------------------------------- | ------- | -------------------------------------------- | ------- | -------------------------------------------- | ------- |
| 100 м             | Галина Митрохина Динамо Москва               | 11,5    | Людмила Голомазова Динамо Алма-Ата           | 11,6    | Надежда Бесфамильная Вооружённые Силы Москва | 11,6    |
| 200 м             | Надежда Бесфамильная Вооружённые Силы Москва | 23,7    | Людмила Голомазова Динамо Алма-Ата           | 23,7    | Вера Попкова Буревестник Челябинск           | 23,9    |
| 400 м             | Таисия Ковалевская Урожай Московская область | 54,4    | Раиса Никанорова Динамо Череповец            | 54,7    | Ольга Клейн Спартак Москва                   | 54,8    |
| 800 м             | Алла Колесникова Динамо Москва               | 2.06,0  | Людмила Брагина Динамо Краснодар             | 2.06,4  | Мильде Каде Калев Тарту                      | 2.06,7  |
| 1500 м            | Людмила Брагина Динамо Краснодар             | 4.18,6  | Алла Колесникова Динамо Москва               | 4.19,0  | Лариса Сафронова Буревестник Петрозаводск    | 4.20,4  |
| 100 м с барьерами | Лия Хитрина Динамо Одесса                    | 13,7    | Римма Ларионова Буревестник Горький          | 13,9    | Светлана Нестеренко Авангард Днепропетровск  | 14,1    |
| 200 м с барьерами | Галина Митрохина Динамо Москва               | 26,9    | Марина Никифорова Буревестник Ленинград      | 26,9    | Тамара Стратиус Спартак Харьков              | 27,0    |
| Прыжок в высоту   | Нина Брынцева Спартак Баку                   | 1,79 м  | Антонина Лазарева Спартак Московская область | 1,79 м  | Валентина Козырь Динамо Киев                 | 1,76 м  |
| Прыжок в длину    | Валентина Соколова Труд Горький              | 6,30 м  | Татьяна Талышева Динамо Москва               | 6,20 м  | Галина Моросанова Спартак Москва             | 6,17 м  |
| Толкание ядра     | Надежда Чижова Спартак Ленинград             | 18,79 м | Ирина Солонцова Динамо Москва                | 17,26 м | Антонина Иванова Зенит Москва                | 17,26 м |
| Метание диска     | Людмила Муравьёва Вооружённые Силы Москва    | 59,00 м | Антонина Попова Буревестник Ленинград        | 57,80 м | Тамара Данилова Зенит Ленинград              | 55,76 м |
| Метание копья     | Вера Савенкова Спартак Московская область    | 59,60 м | Нина Маракина Авангард Харьков               | 56,00 м | Валентина Эверт Авангард Харьков             | 54,88 м |

## Чемпионат СССР по кроссу
Чемпионат СССР по кроссу 1969 года прошёл 23 февраля в Кисловодске, РСФСР.

### Мужчины
| Дисциплина  | Золото                           | Золото  | Серебро                             | Серебро | Бронза                         | Бронза  |
| ----------- | -------------------------------- | ------- | ----------------------------------- | ------- | ------------------------------ | ------- |
| Кросс 8 км  | Николай Пуклаков РСФСР Чебоксары | 26.07,0 | Юрий Алексашин Москва               | 26.07,2 | Рашид Шарафетдинов Ленинград   | 26.08,6 |
| Кросс 12 км | Николай Свиридов РСФСР Воронеж   | 38.32,2 | Леонид Иванов Киргизская ССР Фрунзе | 38.34,6 | Михаил Горелов РСФСР Ульяновск | 38.39,6 |

### Женщины
| Дисциплина | Золото                          | Золото | Серебро                 | Серебро | Бронза                                      | Бронза |
| ---------- | ------------------------------- | ------ | ----------------------- | ------- | ------------------------------------------- | ------ |
| Кросс 2 км | Людмила Брагина РСФСР Краснодар | 6.45,4 | Алла Колесникова Москва | 6.50,2  | Мария Савостьянова РСФСР Московская область | 6.58,6 |

## Чемпионаты СССР по марафону и ходьбе на 50 км
Чемпионаты СССР по марафону и спортивной ходьбе на 50 км состоялись 19 июля 1969 года в подмосковном Ногинске.

### Мужчины
| Дисциплина      | Золото                              | Золото    | Серебро                         | Серебро   | Бронза                                  | Бронза    |
| --------------- | ----------------------------------- | --------- | ------------------------------- | --------- | --------------------------------------- | --------- |
| Марафон         | Анатолий Скрыпник Авангард Горловка | 2:22.37,6 | Юрий Волков Авангард Кривой Рог | 2:22.53,0 | Анатолий Баранов Динамо Вильнюс         | 2:23.20,0 |
| Ходьба на 50 км | Вениамин Солдатенко Енбек Алма-Ата  | 4:12.10,4 | Отто Барч Буревестник Фрунзе    | 4:13.48,0 | Сергей Бондаренко Буревестник Ленинград | 4:14.32,0 |

## Чемпионат СССР по эстафетному бегу
Чемпионы Советского Союза в эстафетном беге определились 15—16 октября в украинском Ужгороде на стадионе «Авангард». Женщины впервые в истории разыграли чемпионский титул в эстафете 4×400 метров, которая заменила в программе соревнований эстафету 4×200 метров.

### Мужчины
| Дисциплина       | Золото                                                                     | Золото | Серебро                                                              | Серебро | Бронза                                                                       | Бронза |
| ---------------- | -------------------------------------------------------------------------- | ------ | -------------------------------------------------------------------- | ------- | ---------------------------------------------------------------------------- | ------ |
| Эстафета 4×100 м | Москва Александр Лебедев Михаил Лебедев Аскер Барчо Леонид Микишев         | 40,4   | Ленинград Юрий Блинов Валерий Панасов Виктор Ступак Николай Лебедев  | 40,9    | Баку Александр Корнелюк Анатолий Юдин Анатолий Филиппов Александр Акопджанов | 41,3   |
| Эстафета 4×400 м | Москва Александр Тарасян Анатолий Казаков Валерий Юдин Александр Братчиков | 3.08,6 | Ленинград Юрий Зорин Александр Иванов Николай Наливайко Борис Савчук | 3.09,0  | Ярославль Александр Ястребов Пётр Украинцев Е. Золотарёв Михаил Головлев     | 3.12,4 |

### Женщины
| Дисциплина       | Золото                                                                        | Золото | Серебро                                                                               | Серебро | Бронза                                                                     | Бронза |
| ---------------- | ----------------------------------------------------------------------------- | ------ | ------------------------------------------------------------------------------------- | ------- | -------------------------------------------------------------------------- | ------ |
| Эстафета 4×100 м | Ленинград Нина Гаврилова Мария Бахматова Марина Никифорова Татьяна Кондрашёва | 45,8   | Москва Надежда Скельсара Галина Моросанова Татьяна Шитова Галина Митрохина            | 46,2    | Харьков Лилия Ткаченко Валентина Сергеева А. Ховалкина Раиса Сергиенко     | 46,9   |
| Эстафета 4×400 м | Москва Татьяна Медведева Любовь Финогенова Надежда Колесникова Ольга Клейн    | 3.43,3 | Ленинград Людмила Семенюта Галина Кременецкая Александра Викулова Валентина Дьяконова | 3.48,4  | Фрунзе Валентина Кулик Наталья Привалова Людмила Лаврова Валентина Чичаева | 3.52,2 |

## Чемпионат СССР по многоборьям
Чемпионы СССР в многоборьях определились 1—2 ноября в Сочи на Центральном стадион «Юг».

### Мужчины
| Дисциплина   | Золото                       | Золото            | Серебро                       | Серебро          | Бронза                           | Бронза           |
| ------------ | ---------------------------- | ----------------- | ----------------------------- | ---------------- | -------------------------------- | ---------------- |
| Десятиборье* | Владимир Щербатых Труд Киров | 7807 очков (7677) | Тоомас Берендсен Калев Таллин | 7731 очко (7587) | Янис Ланка Вооружённые Силы Рига | 7563 очка (7419) |

### Женщины
| Дисциплина | Золото                            | Золото            | Серебро                        | Серебро           | Бронза                             | Бронза           |
| ---------- | --------------------------------- | ----------------- | ------------------------------ | ----------------- | ---------------------------------- | ---------------- |
| Пятиборье* | Валентина Тихомирова Спартак Орёл | 4838 очков (4126) | Мария Сизякова Спартак Иваново | 4749 очков (4020) | Татьяна Кондрашёва Зенит Ленинград | 4663 очка (3950) |

* Для определения победителя в соревнованиях многоборцев использовалась старая система начисления очков. Пересчёт с использованием современных таблиц перевода результатов в баллы приведён в скобках.